# NRG Stadium
NRG Stadium, tidigare Reliant Stadium, är en multiarena i Houston i Texas i USA. Arenan är hemmaarena för Houston Texans som spelar i National Football League (NFL).
Arenan började byggas 2000 och blev klar lagom till 2002 års säsong i NFL, då Houston Texans var en ny klubb. Arenan kostade 352 miljoner dollar att bygga och har en publikkapacitet på 71 500 åskådare.
Arenan var värd för Super Bowl XXXVIII 2004 och för Super Bowl LI 2017. Den var också värd för WrestleMania XXV 2009.